# Králíky
Králíky (deutsch Grulich) ist eine Stadt im Okres Ústí nad Orlicí in der Region Pardubický kraj in Tschechien. Bekannt ist der Ort durch den „Muttergottesberg“ (Hora Matky Boží), auf dem sich eine Klosteranlage mit einer Wallfahrtskirche befindet.

## Geografie und Verkehr

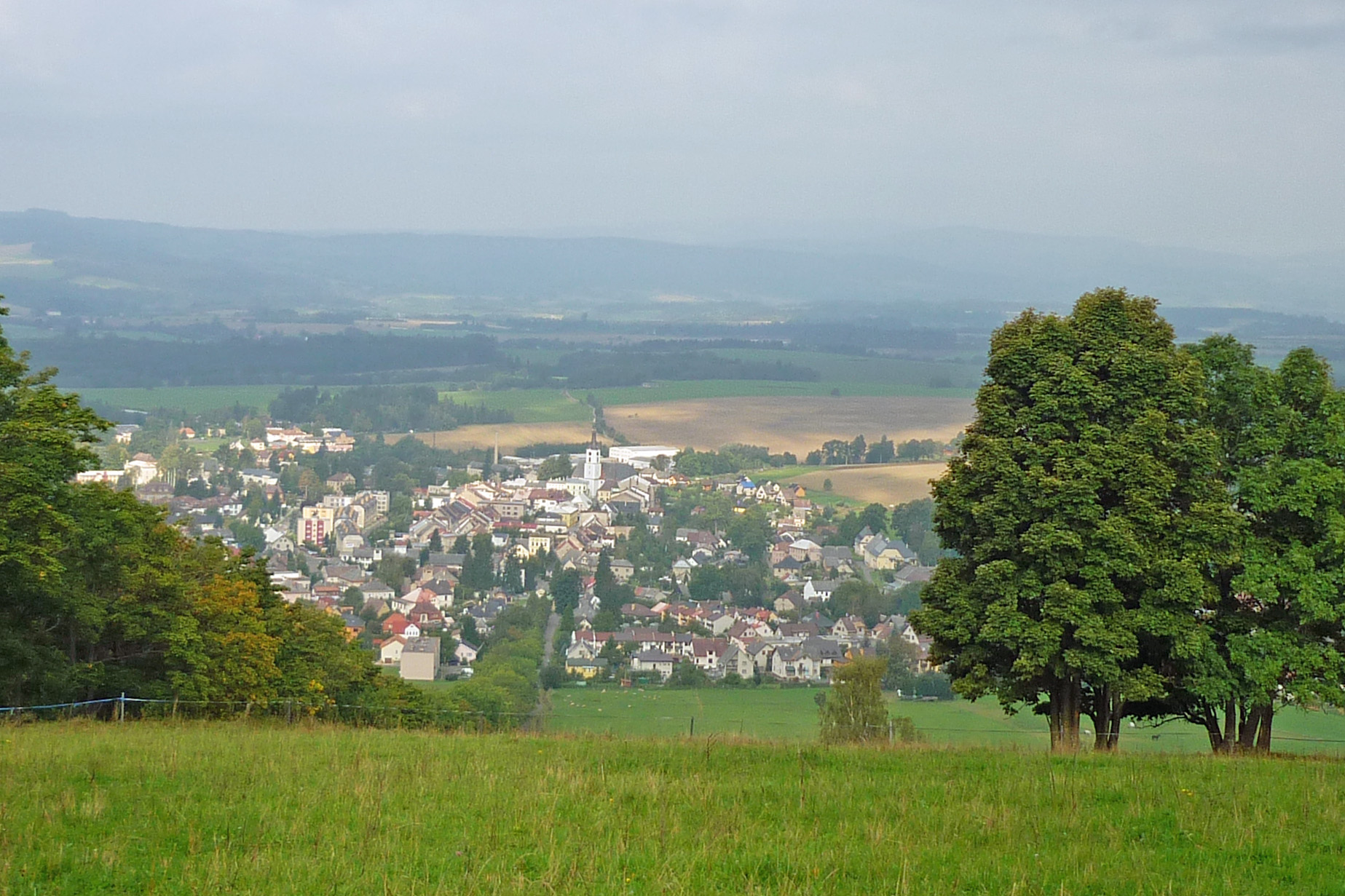
Blick vom Muttergottesberg auf Grulich (Králíky)

Králíky liegt zwischen dem Glatzer Schneegebirge und dem Hannsdorfer Bergland (Hanušovická vrchovina). Nachbarorte (und inzwischen teilweise Stadtteile) sind Horní Lipka (Oberlipka) im Norden, Červený Potok (Rothfloß) und Malá Morava im Nordosten, Dolní Hedeč (Niederheidisch) und Hanušovice im Osten, Moravský Karlov (Mährisch Karlsdorf) im Südosten, Červená Voda und Těchonín (Linsdorf) im Südwesten, Lichkov und Mladkov im Westen und Dolní Lipka (Niederlipka) sowie jenseits der Grenze Boboszów im Nordwesten.
Nordwestlich von Králiký liegt auf 534 m n.m. der Grulicher Pass, der auch als Mittelwalder Pass (tschechisch Králický průsmyk, polnisch Przełęcz Międzyleska) bezeichnet wird. Über diesen verläuft die tschechisch-polnische Grenze. Der Pass ist zugleich ein wichtiger Straßen- und Bahnübergang an der Strecke von Olmütz über Glatz nach Breslau.

## Geschichte

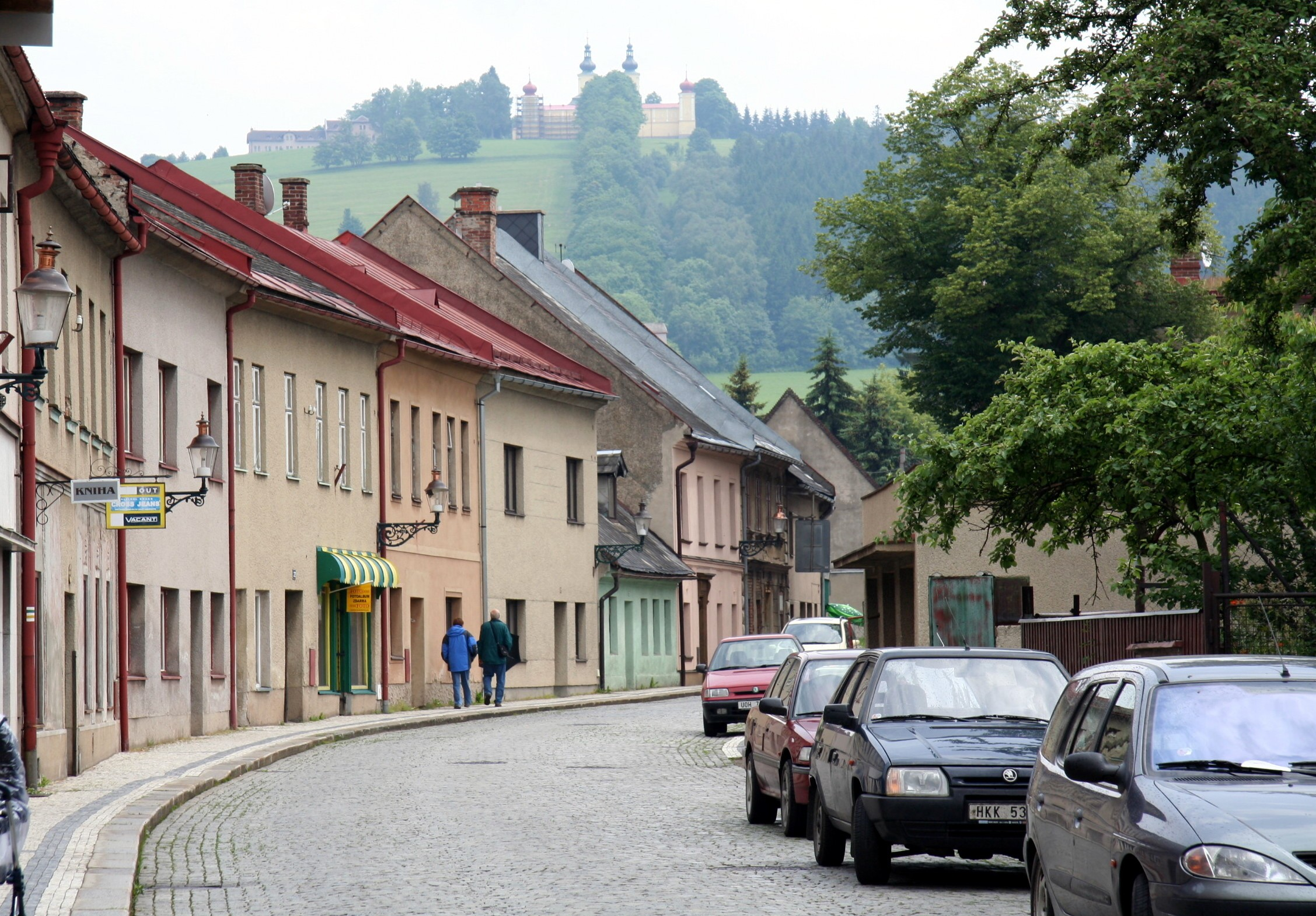
Grulich mit Muttergottesberg

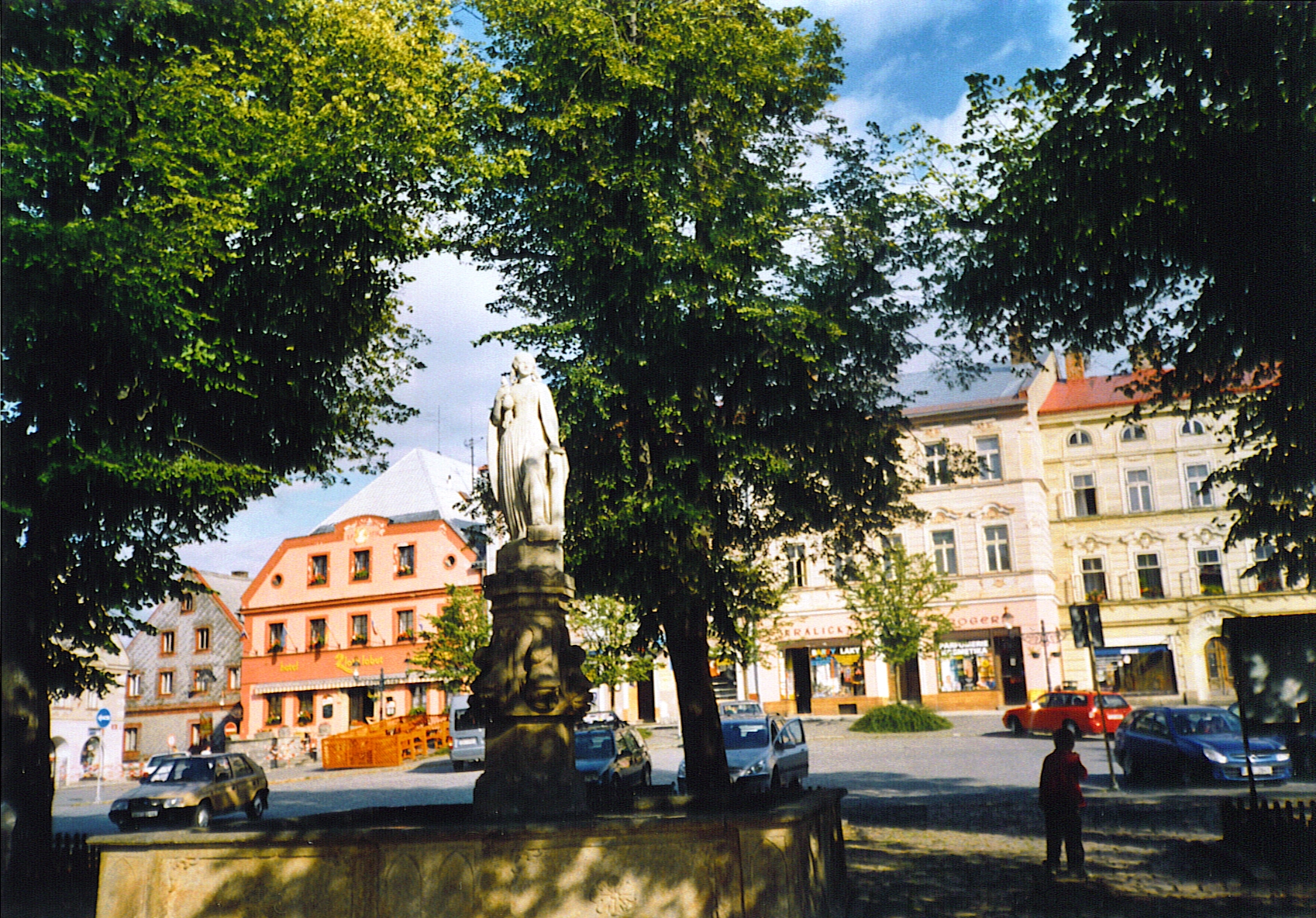
Markt mit Denkmal

Das Gebiet von Grulich lag an einem alten Handelsweg, der von Olmütz durch das unmittelbar zu Böhmen gehörende Glatzer Land bei Wartha nach Schlesien bzw. Breslau führte. Es wurde vermutlich Ende des 13. Jahrhunderts mit deutschen Siedlern kolonisiert. Der Ort entstand in der Senke zwischen dem Adler- und Glatzer Schneegebirge, an der sich wegen der entdeckten Erzlagerstätten Bergleute ansiedelten. Gefördert wurde wahrscheinlich auch Silber.
Erstmals urkundlich erwähnt wurde „Greylich“ im Jahre 1357, als der böhmische König Karl IV. die Übertragung der Burg Žampach an Vinzenz (Čeněk) von Pottenstein zusammen mit dem Greylicher Gebirge („montana de Greylichs“) in der Landtafel verzeichnen ließ. Das eigentliche Städtchen entwickelte sich vermutlich erst in der ersten Hälfte des 16. Jahrhunderts. Jedenfalls ist es erstmals für das Jahr 1568 belegt. Am 23. Oktober 1577 verkaufte Johann Burjan von Pottenstein Grulich zusammen mit zehn umliegenden Dörfern dem Zdeněk von Waldstein. Dadurch wurde es von der Herrschaft Žampach gelöst. Zdeněk, der in erster Ehe mit Lidmila von Patzau († 1566) und in zweiter Ehe mit Anna von Redern († 1588) verheiratet war, wählte Grulich, das Mittelpunkt der gleichnamigen Herrschaft wurde, zu seinem Sitz. Er erteilte dem Städtchen verschiedene Privilegien und ließ den Marktplatz mit einem Schloss sowie ein lutherisches Bethaus errichten. Auf seine Bitte hin genehmigte der Römisch-deutsche und böhmische König Rudolf II. mit einer tschechisch verfassten Urkunde Grulich die Abhaltung von drei Jahrmärkten. Nach Zdeněks Tod 1581 gelangte Grulich (Krülich) an dessen einzige Tochter Eva, die in erster Ehe mit dem Rektor der Universität Wittenberg, Bohuslav Joachim von Lobkowitz (Bohuslav Jáchym Hasištejnský z Lobkowic, † 1605), und in zweiter Ehe ab 1607 mit dem Grafen Georg Friedrich von Hohenlohe-Weikersheim († 1647) verheiratet war. Er wurde durch die Heirat böhmischer Standesherr und stand während des böhmischen Ständeaufstandes 1618 auf Seiten der Aufständischen. Als deren Feldherr kämpfte er in der Schlacht am Weißen Berg 1620. Eva von Waldstein und Hohenlohe verkaufte Grulich 1628 dem Feldmarschall Gottfried Heinrich zu Pappenheim. Nach dessen Tod 1632 fiel es seinem Sohn Wolfgang zu, der 1647 ohne Nachkommen starb. Über dessen Erben gelangte Grulich an den Oberstlandrichter von Mähren, Michael Ferdinand von Althann († 1658), in dessen Familie es bis zur Aufhebung der Patrimonialherrschaften verblieb.
Bedeutung erlangte Grulich, als der von dort stammende Königgrätzer Bischof Tobias Johannes Becker 1696–1710 mit Unterstützung des Grundherrn Althann oberhalb von Grulich in der Nähe von wundertätigen Heilquellen eine Klosteranlage mit einer Wallfahrtskirche errichtete. Kloster und Wallfahrtskirche wurden den Serviten übertragen, die Grulich zu einem religiösen Zentrum ausbauten. Der Berg, auf dem die Klosteranlage errichtet wurde, erhielt die Bezeichnung „Muttergottesberg“.
Da die Grafen Althann auf ihrem Schloss in Mittelwalde residierten, wurde das 1708 abgebrannte Grulicher Schloss nicht wiederaufgebaut. Während der Schlesischen Kriege musste Grulich mehrere militärische Durchzüge und Plünderungen erleiden. Als nach dem Hubertusburger Frieden 1763 die benachbarte Grafschaft Glatz, die bis dahin unmittelbar zu Böhmen gehörte, an Preußen fiel, geriet Grulich in eine Grenzlage. Allerdings nahm nachfolgend die Bevölkerung in Grulich zu, da zahlreiche Menschen das südliche Glatzer Land verließen und sich in Grulich ansiedelten. 1768–1778 wurde das ehemals lutherische Bethaus vom Patronatsherrn Michael Otto von Althann († 1797) zur katholischen Pfarrkirche St. Michael umgebaut. Durch einen Brand wurden 1846 die Klosteranlage und die Klosterkirche auf dem Muttergottesberg beschädigt.
Nach der Aufhebung der Patrimonialherrschaften erhielt Grulich 1848 ein Bezirksgericht. 1873 wurde die Fachschule für Holzbearbeitung eröffnet und 1883 die Klosteranlage auf dem Muttergottesberg den Redemptoristen und Franziskanerinnen übertragen. Von wirtschaftlicher Bedeutung war ab dem 18. Jahrhundert die Hausweberei. Im 19. Jahrhundert entwickelte sich die Textilindustrie sowie die Schnitz- und Krippenbaukunst. Die Krippenfigurenschnitzerei erfolgte in halbindustriellen Familienbetrieben, wobei die Männer die „Grulicher Mannln“ aus gekochter Fichte schnitzten und die Frauen und Kinder die Figuren mit Leimfarbe bemalten. Die Krippen wurden durch die Firmen Kohn und Kober bis nach Amerika vertrieben. Wirtschaftliche Bedeutung erlangte durch den Wallfahrtsbetrieb auch der Handel mit Devotionalien sowie der Grulicher Orgelbau. Am 30. Dezember 1899 erhielt Grulich einen Bahnhof an der neu eröffneten Lokalbahn Mährisch Schildberg–Grulich.
Nach der Gründung der Tschechoslowakei gehörten Stadt und Umland vom 28. Oktober 1918 bis zum September 1919 zur Provinz Sudetenland, die den Anschluss an die neu gegründete Republik Deutschösterreich anstrebte. Tschechische Truppen besetzten im Dezember 1918 die Stadt. 1923 erhielt Grulich die amtliche Ortsbezeichnung Králíky. Da die tschechoslowakische Armee in der Grulicher Talsenke einen deutschen Angriff befürchtete, entstanden zwischen 1934 und 1938 in der Umgebung von Grulich mehrere Bunkerlinien des Tschechoslowakischen Walls. Nach dem Münchner Abkommen 1938 wurde Grulich an das Deutsche Reich angeschlossen und war bis 1945 Sitz des deutschen Landkreises Grulich  im Reichsgau Sudetenland, Regierungsbezirk Troppau. Mit Beginn des Zweiten Weltkriegs endete die Krippentradition. Obwohl in Grulich Flugzeugteile hergestellt wurden, kam es während des Kriegs zu keinen nennenswerten Zerstörungen. In Grulich wurde im November 1944 ein Außenlager des KZ Groß-Rosen eingerichtet, das erst bei Kriegsende befreit wurde.
1945/46 wurde die überwiegend deutschböhmische Bevölkerung von Grulich aufgrund der Beneš-Dekrete enteignet und vertrieben.
Tschechische Neusiedler übernahmen Wohnungen, Geschäfte und Betriebe. Von 1950 bis 1960 diente die Klosteranlage als Internierungslager für Nonnen und Priester. 1970 wurde das Kloster erneuert. Nach der Samtenen Revolution 1989 wurde die Klosteranlage restauriert und die Wallfahrten wieder aufgenommen. 1990 wurde der historische Stadtkern von Králíky unter Denkmalschutz gestellt.

### Demographie
| Jahr | Einwohner | Anmerkungen                                        |
| ---- | --------- | -------------------------------------------------- |
| 1834 | 2388      | in 374 Häusern, deutsche Einwohner                 |
| 1857 | 2517      | [ 7 ]                                              |
| 1890 | 2940      |                                                    |
| 1900 | 3629      | deutsche Einwohner                                 |
| 1910 | 3818      | davon 3606 Deutsche (94 %) und 212 (6 %) Tschechen |
| 1921 | 3307      | davon 2878 (87 %) Deutsche                         |
| 1930 | 3675      | davon 515 (14 %) Tschechen                         |
| 1939 | 3306      | [ 11 ]                                             |

| Jahr      | 1947 | 1950 | 1980 |
| Einwohner | 2493 | 2740 | 4633 |

## Sehenswürdigkeiten
- Klosteranlage mit Wallfahrtskirche auf dem Muttergottesberg
- Pfarrkirche St. Michael
- Stadtmuseum mit Krippenausstellung

## Stadtgliederung
Zu Stadt Králíky gehören die Ortschaften
- Červený Potok (Rothfloß)
- Dolní Boříkovice (Nieder Ullersdorf[12])
- Dolní Hedeč (Niederheidisch)
- Dolní Lipka (Niederlipka)
- Heřmanice (Herrnsdorf)
- Horní Boříkovice (Oberullersdorf)
- Horní Hedeč (Oberheidisch)
- Horní Lipka (Oberlipka)
- Kopeček (Muttergottesberg) und
- Prostřední Lipka (Mittellipka)

## Partnerstädte
- Międzylesie, Polen
- Villmar, Deutschland

## Persönlichkeiten

### Söhne der Stadt
- Tobias Johannes Becker (1649–1710), Bischof von Königgrätz
- Peter Hölzl (1751–1827), Orgelbauer
- Otto Hatwig (1766–1834), Musiker
- Joseph Leonhard Knoll (1775–1841), Rektor der Universität Prag
- Johann Meixner (1819–1872), Bildhauer
- Eduard Lemberg (1832–1916), Sohn eines Industriellen, Forstmann bei den Grafen Thun-Hohenstein und Schönborn-Buchheim, Vizepräsident des niederösterreichischen Forstvereins
- Guido Rotter (1860–1940), Pionier auf dem Gebiet des Jugend-Herbergswesens und Gründungspräsident des Österreichischen Skiverbandes
- August Neutzler (1867–1950), österreichischer Politiker
- Hans Neuburg (1904–1983), Schweizer Schriftsetzer bzw. Typograf
- Josef Kürbel (1905–1959), tschechoslowakischer Politiker deutscher Nationalität
- Rudolf Aschenbrenner (1907–1994), Ingenieur und Geschäftsführer der Starkstrom-Gerätebau GmbH
- Josef Schwarzer senior (1907–1985), Grulicher Krippenschnitzer
- Herbert Bergmann-Hannak (1924–2013), Maler und Grafiker
- Hans Huschka (1930–1997), Bildhauer
- Josef Schwarzer junior (1931–2005), Grulicher Krippenschnitzer
- Wilfried Schmied (* 1943), Politiker der CDU

### Ehrenbürger
- Konrad Henlein, verliehen am 9. Mai 1939[13]
- Franz Jentschke, verliehen am 11. Mai 2004[14]